# DISTANCE (Zweiの曲)
「DISTANCE」（ディスタンス）は、Zweiの7枚目のシングルである。2008年6月11日にユニバーサルミュージックから発売された。

## 概要
ユニバーサルミュージック在籍最後のシングルとなった。
表題曲「DISTANCE」は、TBS系「恋するハニカミ!」6月度エンディングテーマ。
カップリングの「声」はZwei初の作詞作品。
2015年現在、両面ともアルバム未収録である。

## 収録曲
1. DISTANCE
作詞：Kyou Fujisawa　作曲：藤末樹　編曲：大島こうすけ・首藤高広
  - TBS系「恋するハニカミ!」2008年6月度エンディングテーマ
2. 声
作詞：Zwei　作曲：Pierre　編曲：大島こうすけ
3. DISTANCE(inst.)
4. 声(inst.)

## 参加ミュージシャン
- 大島こうすけ - キーボード
- 後藤康二 - ギター